# Schindlerův seznam
Schindlerův seznam (v anglickém originále Schindler's List) je americký dramatický film o Oskaru Schindlerovi, německém obchodníkovi českého původu, který zachránil více než tisíc polských Židů díky své továrně během holokaustu. Film byl natočen režisérem Stevenem Spielbergerem v roce 1993 na motivy knihy Schindlerova archa australského spisovatele Thomase Keneallyho, která se po vydání v roce 1982 stala bestsellerem. Hlavními postavami jsou Liam Neeson jako Schindler, Ralph Fiennes jako důstojník SS Amon Göth a Ben Kingsley jako Schindlerův židovský účetní Itzhak Stern.
Na základě rozhovorů s „Schindlerovými židy“ a na základě pečlivého studia historických dokumentů rekonstruuje Thomas Keneally události, které vedly k zachránění více než tisíce Židů v koncentračních táborech. Oskar Schindler byla rozporuplná osoba, ale autor ji nijak neidealizuje. Na pozadí vyprávění o jeho životě vykresluje obrovské zvůle holokaustu. Autor rekonstruuje události velice podrobně a v přesných souvislostech. Film je doprovázen hudbou Johna Williamse.

## Děj
Děj se odehrává koncem roku 1939, kdy do Krakova přijíždí Oskar Schindler, člen NSDAP a neúspěšný průmyslník, který má zálusk na získání rychlého bohatství v podobě továrny na smaltované nádobí. Uzavírá dohodu s židovskými předáky na poskytnutí finanční pomoci na odkup továrny. Ta je právě na okraji nově vzniklého krakovského ghetta. Ve své továrně zaměstnává Židy z ghetta a s jejich hledáním mu pomáhá bývalý účetní židovského původu Isaac Stern, který se snaží v továrně zaměstnat co možná největší počet lidí. Továrna prosperuje a Schindler začíná vydělávat bohatství. Novým správcem ghetta se stává Amon Göth, který má odpor nejen vůči Židům, ale i vůči životu jako takovému. Ke konci války se správa Třetí říše rozhodla přesunout všechny krakovské Židy do Osvětimi. Schindler tomu chce za každou cenu zabránit a zachránit co největší počet lidí. Domlouvá se proto s Goethem, že od něj Židy koupí. Spolu s Isaacem Sternem sepisuje seznam Židů (Schindlerův seznam) na němž se objeví více než 1200 jmen. Židé jsou posléze transportováni do Schindlerovy továrny na výrobu granátů v Brněnci (Protektorát Čechy a Morava). Při přesunu se omylem jeden vlak vypraví do Osvětimi. Když se to Schindler dozví, neprodleně tam odjíždí, riskuje vlastní život a úplatkem vykupuje ženy a děti, které tam byly odvezeny. Paradoxem jeho nové továrny je to, že žádné funkční granáty sama nikdy nevyrobí. Aby továrnu nezavřeli a Židy neposlali do koncentračního tábora, nakupuje granáty jinde a vydává je za své. Je jisté, že tak to nemůže fungovat do nekonečna. Přichází den, kdy Schindlerův účetní, Stern, sděluje Schindlerovi, že došly peníze. Shodou okolností je to den konce války, kapitulace Německa. Němečtí vojáci, kteří mají příkaz všechny Židy zastřelit, tak nakonec neučiní a opustí továrnu. Schindler jako člen NSDAP musí uprchnout, jinak by byl souzen jako válečný zločinec. „Schindlerovi židé“ mu sepisují dobrozdání, ve kterém popisují to, jak je zachránil a všichni se pod dopis podepíší. Na památku mu dávají také zlatý prsten, který odlejí ze zlatých zubů jednoho Žida, na nějž vyryjí úryvek z talmudu: „Ten, kdo zachrání člověka, zachrání svět.“ Sanhedrin 4:5. Po velmi dojemné scéně, kdy si Schindler uvědomuje, že mohl zachránit víc lidí, kdyby prodal svoje auto, odjíždí. Druhý den přijíždí osvobozenecká Rudá armáda, která Židy „osvobodí“. Konec příběhu je situován do dnešního Jeruzaléma, kde je pohřben Oscar Schindler. K hrobu přicházejí přeživší Schindlerovi Židé i jejich potomci a jako symbol úcty pokládají na jeho hrob oblázky.
Kniha Thomase Keneallyho, sepsaná podle výpovědí pamětníků (především z řad „Schindlerových Židů“), byla inspirací pro natočení filmu slavným režisérem židovského původu Stevenem Spielbergem, jenž za tento film dostal prvního režijního Oscara své kariéry. Splnil tím „povinnost“ vůči ostatním Židům a sám za tržby filmu nevzal do vlastní kapsy ani dolar.
Přestože Spielbergův film si nehraje na dokument, byl kritizován některými historiky (zvláště v Polsku a České republice), že především jeho druhá polovina překrucuje historická fakta (např. záchranná mise v Osvětimi, nesmyslné tvrzení, že v brněnecké továrně se žádný válečný materiál nevyrobil, přecitlivělá scéna loučení s vězni atd.), což ovšem uměleckou kvalitu a výsledný dojem z filmu nikterak nesnižuje.

## Obsazení

### Hlavní role
- Liam Neeson jako Oskar Schindler, německý podnikatel, který zachránil asi 1100 Židů zaměstnávaje je ve své továrně.
- Ben Kingsley jako Itzhak Stern, Schindlerův účetní a obchodní partner.
- Ralph Fiennes jako Amon Göth, hlavní odpůrce ve filmu, Göth je důstojník SS odpovědný za postavení a průběh koncentračního tábora Płaszów a Schindlerův přítel, ačkoliv v průběhu filmu jeho podezření vůči němu stále roste.
- Embeth Davidtz jako Helen Hirsch, židovská dívka, která Göthovi dělá služku.
- Caroline Goodallová jako Emilie Schindler, Schindlerova manželka.
- Jonathan Sagall jako Poldek Pfefferberg, mladý muž, který přežívá se svou ženou a prodává Schindlerovi zboží pocházející z černého trhu.

### Vedlejší role
- Ezra Dagan jako Rabbi Lewartow
- Malgoscha Gebel jako Wiktoria Klonowska
- Shmuel Levy jako Wilek Chilowicz
- Mark Ivanir jako Marcel Goldberg
- Béatrice Macola jako Ingrid
- Andrzej Seweryn jako Julian Scherner
- Friedrich von Thun jako Rolf Czurda
- Krzysztof Luft jako Herman Toffel
- Harry Nehring jako Leo John
- Norbert Weisser jako Albert Hujar
- Adi Nitzan jako Mila Pfefferberg
- Michael Schneider jako Juda Dresner
- Miri Fabian jako Chaja Dresner
- Anna Mucha jako Danka Dresner
- Ben Darby jako Man in Grey
- Albert Misak jako Mordecai Wulkan
- Hans-Michael Rehberg jako Rudolf Hoess
- Daniel Del Ponte jako Dr. Josef Mengele

## Hudba
Hudbu pro film zkomponoval John Williams. Skladatel byl filmem ohromen a vycítil, že to je pro něj příliš velká výzva. Spielbergovi řekl: "Potřebujete lepšího komponistu než jsem já pro tento film." a on na to odpověděl: "Já vím. Ale všichni jsou mrtví!" Úvodní písničku hrál Williams na piáno a podle Spielbergova návrhu ji pak hrál Itzhak Perlman na houslích. Ve scéně, kdy je ghetto zlikvidováno Nacisty, zpívá dětský sbor lidovou písničku Ojfn pripečik. Tato písnička byla často Spielbergovou babičkou Becky zpívaná její vnoučatům.

## Lokace
75 filmovacích dnů štáb strávil v Kazimierzi, kde bylo v původních exteriérech upraveno krakovské ghetto.

## Symboly

### Dívka v červeném kabátu
Ačkoliv byl film natočen zejména v černobílém formátu, mohli jsme rozlišit červenou barvu u holčičky v kabátu. Později ve filmu je dívka viděna mezi mrtvými, kterou jsme poznali podle červeného kabátu, který měla stále na sobě. I když to bylo neúmyslné, tento znak je náhodou velmi podobný Romě Ligocké, která byla v Krakovském ghettu známá svým červeným kabátem. Ligocka, na rozdíl jejích smyšlenému protějšku, přežila holokaust. Po premiéře filmu napsala a publikovala svůj vlastní příběh, Dívka v červeném kabátě: Vzpomínky. Nicméně scéna byla vytvořena na památku Zeliga Burghuta, muže který přežil Plaszow (a jiné tábory). Když byl před natáčením filmu dotazován Spielbergem, Burghut vypravoval o děvčátku, ne starší čtyř let nosící růžový kabát, která byla zastřelena nacistickým důstojníkem přímo před jeho očima. V interview řekl: "Toto je něco, co s vámi zůstane navždy."
Podle Andyho Patrizia z IGN, měla dívka v červeném kabátě signalizovat, že se Schindler změnil. Andre Caron se zajímal, zda byla scéna natočena aby znázorňovala nevinnost, naději nebo červenou krev židovského národa, obětovaný v hrůze holokaustu. Spielberg sám vysvětlil tuto scénu takto:
Amerika, Rusko i Anglie věděli všechno o holokaustu a co se tam děje, přesto neudělali nic. Neudělali jsme nic, abychom zabránili pochodům smrti, neúprosným pochodům, které vedly pouze ke smrti. Byla to velká krvavá skvrna, červená skvrna, ale každý o tom mlčel. A to je to, proč jsem tam chtěl přidat červenou barvu.

### Svíčky
Začátek uvádí rodinu, která dodržuje šabat. Když barva ze začátku filmu bledne, objevuje se kouř, který symbolizuje hořící těla v Auschwitzu. Na konci pohledu na svíčky získává oheň znovu vřelost, kdy Schindler dovoluje svým dělníkům dodržovat šabat. Pro Spielberga to přestavovalo „spravedlivý třpyt barvy a jiskru naděje“.

### Gesto podříznutého krku
V jednom okamžiku vidí lidé jedoucí v transportech do koncentračních táborů u trati chlapce, který je varoval výmluvným gestem (rukou si jakoby podřízl krk). Co on mohl vědět o židovské otázce, asi zůstane záhadou, nicméně postava chlapce je autentická a byla použita na základě výpovědi jednoho z přeživších (Abrahama Bombay), prezentované ve francouzském dokumentárním filmu Shoah z poloviny 80. let (zhruba v 76. minutě jeho 1. části).

## Zajímavosti

### Sprchy v Osvětimi
Při zavlečení vlaku se židovskými ženami do Osvětimi proběhne scéna, kdy s hrůzou očekávají, že ze sprch bude puštěn plyn. Nakonec ale začne téci voda. Identickou scénu ztvárnil již v roce 1985 Juraj Herz ve filmu Zastihla mě noc přičemž šlo o jeho vlastní zkušenost z koncentračního tábora Ravensbrück.

## Oskary
| Cena                            | Osoba                                               |
| Ocenění                         | Ocenění                                             |
| ------------------------------- | --------------------------------------------------- |
| Nejlepší film                   | Steven Spielberg Gerald R. Molen Branko Lustig      |
| Nejlepší režie                  | Steven Spielberg                                    |
| Nejlepší adaptovaný scénář      | Steven Zaillian                                     |
| Nejlepší kamera                 | Janusz Kamiński                                     |
| Nejlepší výprava a dekorace     | Ewa Braun Allan Starski                             |
| Nejlepší střih                  | Michael Kahn                                        |
| Nejlepší hudba                  | John Williams                                       |
| Nominace                        |                                                     |
| Nejlepší herec                  | Liam Neeson                                         |
| Nejlepší herec ve vedlejší roli | Ralph Fiennes                                       |
| Nejlepší návrh kostýmů          | Anna Biedrzycka Sheppard                            |
| Nejlepší zvuk                   | Andy Nelson Steve Pederson Scott Millan Ron Judkins |
| Nejlepší masky                  | Christina Smith Matthew Mungle Judy Alexander Cory  |